# Церетели, Иван Филимонович
Ива́н Филимо́нович Церете́ли (30 марта (11 апреля) 1875 — 3 декабря 1961) — русский офицер, Генерального штаба полковник, участник русско-японской, Первой мировой и гражданской войн. Белоэмигрант, протоиерей Русской православной церкви за границей.

## Биография
Происходил из потомственных дворян Кутаисской губернии православного вероисповедания; родился 30 марта (11 апреля) 1875 года в семье юриста Филимона Григорьевича Церетели; мать — дочь тайного советника И. А. Лучака (1797—1877), Анне Ивановне. В семье ещё были дети: Елена (08.09.1867—?), Григорий (12.03.1870—1938), Пётр (18.01.1872—?), Зиновий (02.09.1881—?).
Был зачислен в войсковое сословие Кубанского казачьего войска.
В 1885 году поступил на учёбу в первый класс и в 1893 году окончил полный курс «филологической гимназии» при Санкт-Петербургском филологическом институте. В том же году поступил на физико-математический факультет Санкт-Петербургского университета, однако, проучившись два года на естественном отделении факультета, в октябре 1895 года вступил в военную службу и был зачислен юнкером в Николаевское кавалерийское училище, по окончании которого (по 1-му разряду) в августе 1898 года был выпущен корнетом в Лейб-гвардии Драгунский полк, расквартированный в Старой Руссе. С декабря 1902 года — поручик гвардии.
С 17 марта 1904 года по 4 октября 1905 года — участник русско-японской войны. В феврале 1904 года был переведен в Амурский казачий полк, с переименованием в подъесаулы, в составе которого принимал участие в боевых действиях. В ноябре 1905 года переведен обратно в свой полк поручиком гвардии. В декабре 1906 года был произведён в штабс-ротмистры гвардии.
В октябре 1906 года, успешно выдержав предварительный и вступительный экзамены, был зачислен слушателем в младший класс Николаевской академии Генерального штаба. С октября 1907 по май 1909 года (на время учёбы), был причислен к Академии. По окончании двух классов Академии по 1-му разряду и дополнительного курса успешно, в мае 1909 года возвратился в свой полк. Был причислен к Генеральному штабу.
В прикомандировании к Лейб-гвардии Преображенскому полку с октября 1909 по ноябрь 1911 года в проходил цензовое командование ротой.
В ноябре 1911 года был переведен в Генеральный штаб, с назначением на должность старшего адъютанта штаба 3-й кавалерийской дивизии (в Ковно) и с переименованием в капитаны.
Участник Первой мировой войны. 17 июля 1914 года был переведен в Главное управление Генерального штаба, исправлял должность помощника начальника отделения Главного управления Генерального штаба. 9 сентября 1914 года возвращён обратно на свою прежнюю должность старшего адъютанта штаба 3-й кавалерийской дивизии.
15 марта 1915 года был назначен исправляющим должность штаб-офицера для поручений при штабе 3-го армейского корпуса, а 16 мая того же года — исправляющим должность начальника штаба 2-й пехотной дивизии (на январь 1917 года — был на той же должности).
В 1918 году служил в армии Украинской державы, — начальник штаба Отдельной Запорожской дивизии.
В 1919—1920 годах был в составе ВСЮР; служил в Симферопольского полку Добровольческой армии. В 1920 году преподавал в Крымском военном училище имени генерала М. В. Алексеева. После разгрома армии Врангеля эвакуирован из Крыма в Константинополь.
В 1921 году, в эмиграции, был рукоположен в диакона, затем — в священника; был помощником настоятеля церкви при даче Российского посольства под Константинополем (1921—1924, с перерывом в 1921—1922 годах, когда был настоятелем русской церкви на о. Антигони). Член епископского совета при управляющем русскими общинами в Константинополе.
В 1924 году переехал в Венгрию; был настоятелем Сергиевской церкви в Будапеште (1924—1925 годы).
С 1925 года жил во Франции: настоятель Троицкой церкви в Монтаржи (деп. Луаре) (1925—1926); настоятель храма Покрова Богоматери и Св. Александра Невского в Биаррице (1926—1934; с 1929 года — протоиерей); помощник настоятеля Свято-Николаевского собора в Ницце (1934—1945); настоятель церкви в парижском пригороде Гаренн-Коломб (1945); помощник настоятеля церкви при Русском доме в Сент-Женевьев-де-Буа (1946; с 1951 года — митрофорный протоиерей). Участвовал в съезде духовенства Западно-Европейского экзархата Московской патриархии в Париже в 1955 году.
Умер 23 декабря 1961 года. Похоронен на кладбище города Сент-Женевьев-де-Буа.

## Награды
- Орден Святой Анны 4-й степени с надписью «За храбрость» (1904; утв. ВП  от 02.02.1906)
- Орден Святого Станислава 3-й степени с мечами и бантом (1905)
- Орден Святой Анны 3-й степени с мечами и бантом (1905; утв. ВП от 17.06.1907)
- Медаль «В память русско-японской войны» (1907)
- Медаль «В память 200-летия Полтавской битвы» (1909)
- Медаль «В память 100-летия Отечественной войны 1812 года» (1912)
- Медаль «В память 300-летия царствования Дома Романовых» (1913)
- Орден Святого Станислава 2-й степени с мечами (23.11.1914; ВП от 27.11.1914, страница 13)
- Орден Святой Анны 2-й степени с мечами (23.11.1914; ВП от 27.11.1914, страница 8)
- Орден Святого Владимира 4-й степени с мечами и бантом (ВП от 16.05.1915)
- Высочайшее благоволение (ВП от 10.10.1915), — за отличия в делах против неприятеля

## Семья
Женился 14 октября 1907 года на дочери генерал-майора Анне Петровне Ковалевской, уроженке Санкт-Петербургской губернии происхождением из потомственных дворян Воронежской губернии; 7 сентября 1908 года у них родилась дочь Татьяна, 16 июня 1910 года — сын Сергей.